# Доктрина внутренних отношений
Доктрина внутренних отношений (lex incorporationis) — норма в международном и корпоративном праве, юридическая коллизия, при которой отношения между «внутренними» субъектами организации (к примеру, спор между акционерами и советом директоров) регулируются через устав организации и прецеденты государства (округа, штата) в котором данная организация зарегистрирована.

## Практика применения
Доктрина внутренних отношений гарантирует, что такие вопросы, как право голоса акционеров, распределение дивидендов и корпоративной собственности, а также, фидуциарных обязательств управления будут определяться в соответствии с законодательством государства (округа, штата), в котором компания зарегистрирована. С другой стороны, «внешние отношения» организации, такие как трудовые права и обязанности сотрудников или налоговая ответственность, как правило, регулируются законодательством государства (округа, штата), в котором организация ведёт бизнес. Некоторая деятельность, такая как контракты, слияния и поглощения, а также продажа ценных бумаг третьим лицам, может регулироваться как законами субъекта в котором организация зарегистрирована так и субъекта в котором производится сделка, а в некоторых случаях, и федеральным законом.